# Papier vergé

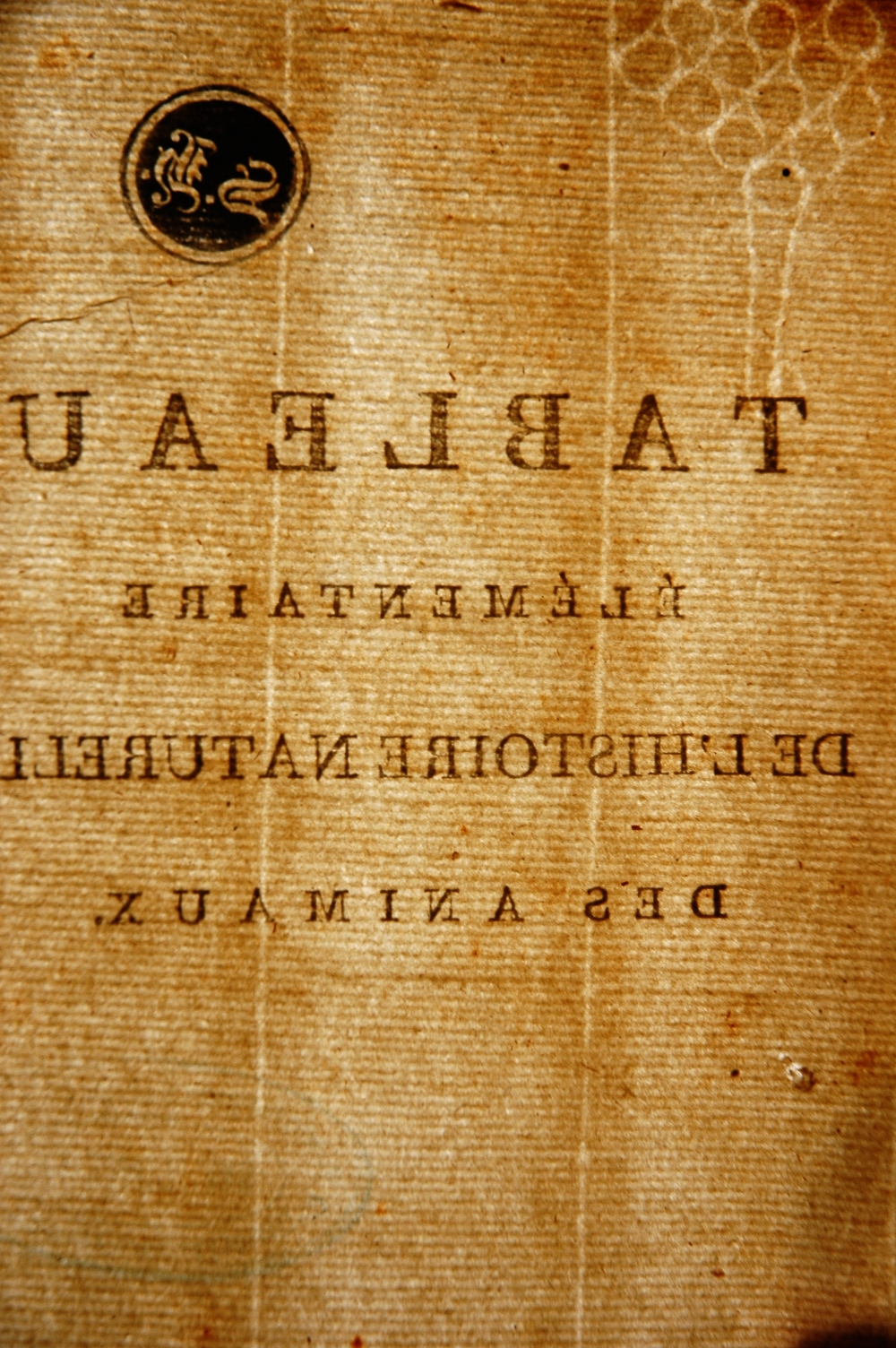
Cette page frontispice du Tableau élémentaire de l'histoire naturelle des animaux, de Georges Cuvier, a été imprimée sur papier vergé.

Le papier vergé est un papier qui laisse apercevoir par transparence de fines lignes parallèles horizontales dans l'épaisseur du papier. Elles sont laissées par les vergeures (se prononce "verjure" puisque le E est là pour adoucir le U) et les fils de chaîne, fils de couture qui fixent la vergeure aux pontuseaux, qui sont les fils en métal qui forment le tamis avec lequel est fabriqué le papier. Les pontuseaux sont les baguettes de bois qui soutiennent les vergeures et les fils de chaîne.
Le vergé serait la technique de construction la plus ancienne, et remonterait au moins au XIIIe siècle en Italie alors que le papier vélin est apparu cinq siècles plus tard en Angleterre. 
Les fils métalliques sont tendus parallèles et de manière très serrée. Les pontuseaux sont des sortes de réglettes en bois en forme de goutte d’eau qui sont prises dans le cadre en bois. Une chaînette passe sur le pontuseau sur lequel elle est tenue régulièrement par un fil de cuivre ou de laiton. La chaînette conserve le bon écartement entre les vergeures. Cet ensemble très rigide permet de fabriquer du beau papier traditionnel occidental.
Le peintre Pierre Lacour fils a utilisé le papier vergé comme support de ses dessins pour les deux derniers carnets de son Voyage à Rome.